# Dreigliedrige Bibliothek
Die Dreigliedrige Bibliothek (auch: Dreigeteilte Bibliothek, Benutzerorientierte Bibliothek, Neue Freihand) ist ein Präsentationskonzept, das vor allem für Öffentliche Bibliotheken erstellt wurde. Der Gesamtbestand wird dabei auf einen Nah-, einen Mittel- und einen Fernbereich aufgeteilt.

## Geschichte
Das Konzept der Dreigliedrigen Bibliothek wurde von Heinz Emunds, Direktor der Stadtbibliothek Münster (Münster) entwickelt und 1976 vorgestellt. Dieser ging von der Annahme aus, dass die Nachfrage der Nutzer in drei grundlegende Interessen eingeteilt werden konnte und hatte die Absicht, den Bestand einer Bibliothek nach diesen Interessen aufzustellen. Laut Emunds sind diese Interessen das Titel- und das Themeninteresse, weiterhin beschreibt er das sogenannte „dritte“ Interesse. Dieses sei „frei flottierend“, teilweise unbewusst und nicht auf Titel oder Themen bezogen.
Die Bedürfnisse der Nutzer sollten über die der Mitarbeiter gestellt werden. Der erste Neubau nach diesem organisatorischen Prinzip war die Stadtbibliothek Gütersloh (1984).
Während die Dreigliedrige Bibliothek heute oftmals „nur“ als Vorläufer der Fraktalen Bibliothek gilt, wird das Konzept an sich noch sehr oft in mittelgroßen und großen Öffentlichen Bibliotheken verwendet.

## Die drei Bereiche

### Der Nahbereich
Der Nahbereich präsentiert im Wesentlichen Medien zu aktuellen Schwerpunktthemen und Interessenkreisen sowie Informationsmaterial, wie z. B. Flyer und Plakate zu regionalen Veranstaltungen, aber auch Auskunftsliteratur wie Lexika, Atlanten oder Telefonbücher. Im Nahbereich soll das von Emunds sogenannte „dritte“ Interesse befriedigt werden. Die hier aufgestellten Medien werden relativ häufig ausgetauscht, sollen aber die Aufmerksamkeit möglichst vieler Nutzer erregen und sind deshalb tatsächlich meistens in der Nähe des Eingangsbereichs aufgestellt.

### Der Mittelbereich
Dieser Bereich entspricht meist der Freihandaufstellung und nimmt gewöhnlich den mengenmäßig größten Teil des Bestands ein. Hier befinden sich Bücher, Zeitschriftenbände und andere Medien, die, getrennt nach Belletristik und Sachliteratur, systematisch aufgestellt und frei zugänglich sind.
In diesem Bereich wird eine regelmäßige Bestandspflege durchgeführt, es werden also ständig veraltete oder vernutzte Medien ausgesondert oder ersetzt bzw. durch Neuerwerbungen ergänzt.

### Der Fernbereich
Der Fernbereich ist im Magazinbereich der Bibliothek aufgestellt, ist also nicht ohne Weiteres zugänglich und hat häufig auch Präsenzcharakter. Hier sind z. B. Medien aufgestellt, die sehr selten nachgefragt werden oder auch aufgrund ihres hohen Alters besonders wertvoll sind.